# Harinsart
Harinsart est un village de la commune belge de Habay situé en Région wallonne dans la province de Luxembourg.

## Géographie
Harinsart est entouré au nord et à l’ouest par la Rulles, un affluent de la Semois.

## Patrimoine
- Le lavoir de Harinsart datant de 1896 est un bâtiment classé.
- La marnière de Harinsart est un site de grand intérêt biologique et classé.